# Hypsignathus monstrosus
Hypsignathus monstrosus је врста слепог миша из породице великих љиљака (Pteropodidae).

## Распрострањење
Ареал врсте Hypsignathus monstrosus обухвата већи број држава у средњој и западној Африци.
Врста је присутна у Анголи, Бенину, Буркини Фасо, Габону, Гани, Гвинеји Бисао, Екваторијалној Гвинеји, Етиопији, Камеруну, ДР Конгу, Републици Конго, Кенији, Либерији, Нигерији, Обали Слоноваче, Сијера Леонеу, Судану, Тогу, Уганди и Централноафричкој Републици.

## Станиште
Станишта врсте су разноврсни хабитати: шуме, мочварна подручја, влажне саване и речни екосистеми до бар 1.800 метара надморске висине.

## Угроженост
Ова врста није угрожена, и наведена је као последња брига јер има широко распрострањење.